# سبورتيفو باراكاس
نادي باراكاس بوليفار الرياضي (بالإسبانية: Club Atlético Barracas Bolívar)‏ نادي رياضي أرجنتيني يقع مقره في بوينس آيرس. تم إنشاؤه في البداية كنادي للتجديف، وهو معروف الآن بكرة القدم. يلعب في بريميرا سي، وهو دوري الدرجة الرابعة دوري كرة القدم الأرجنتيني. تم تأسيس النادي في سنة 1913 .